# Буракі
Буракі (пол. Buraki) — село в Польщі, у гміні Пунськ Сейненського повіту Підляського воєводства.
Населення — 42 особи (2011).
У 1975-1998 роках село належало до Сувальського воєводства.

## Демографія
Демографічна структура станом на 31 березня 2011 року:
|          | Загалом | Допрацездатний вік | Працездатний вік | Постпрацездатний вік |
| -------- | ------- | ------------------ | ---------------- | -------------------- |
| Чоловіки | 24      | 3                  | 18               | 3                    |
| Жінки    | 18      | 3                  | 13               | 2                    |
| Разом    | 42      | 6                  | 31               | 5                    |